# Бауэршмидт, Маритта
Маритта Бауэршмидт (родилась 23 марта 1950 года) — немецкая гимнастка.
Принимала участие в соревнованиях по спортивной гимнастике налетних Олимпийских играх 1968 года в Мексике. В составе женской команды ГДР вместе с Карин Янц, Марианной Ноак, Магдаленой Шмидт, Утой Штарке и Эрикой Цухольд завоевала на Олимпиаде командную бронзовую медаль, став третьими после спортивных команд из Советского Союза и Чехословакии. В личном зачете Бауэршмидт заняла двенадцатое место в многоборье и была третьей лучшей гимнасткой из ГДР.
Её лучшим достижением в личном зачете на соревнованиях на бревне стало восьмое место.
После 1970 года Маритта принимала участие в соревнованиях по спортивной гимнастике на национальном уровне.
По окончании выступлений на соревнованиях работала тренером в Будапеште, потом в Берлине.